# U-Bahnhof Franz-Neumann-Platz (Am Schäfersee)

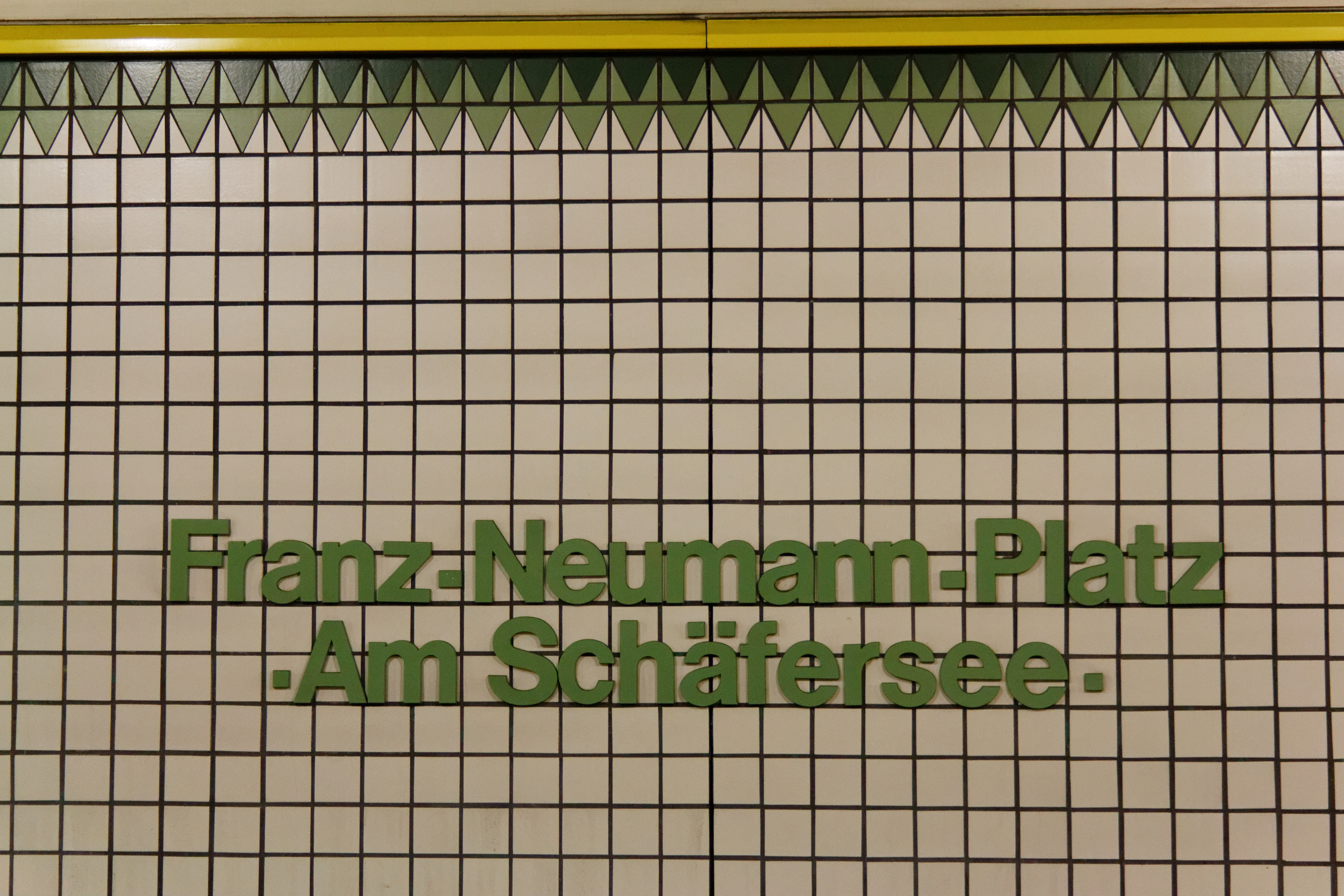
Bahnhofswand

Der U-Bahnhof Franz-Neumann-Platz (Am Schäfersee) (ⓘ) liegt an der U-Bahn-Linie U8 der Berliner U-Bahn. Er wurde am 27. April 1987 eröffnet, zusammen mit den Stationen Paracelsus-Bad und Residenzstraße unter dem Namen Residenzstraßen-Strecke.

## Beschreibung

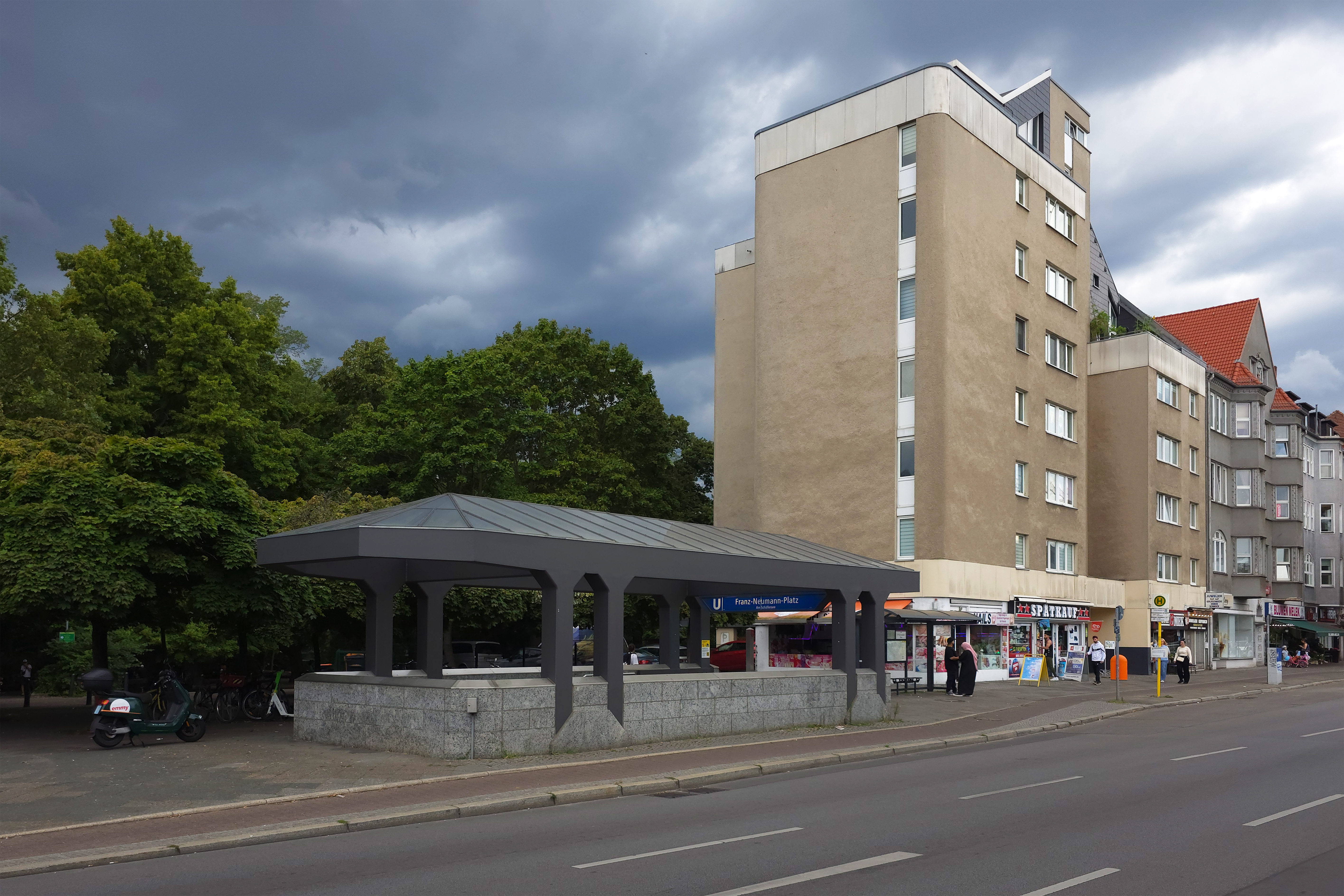
Zugang an der Westseite der Residenzstraße

Der Bahnhof liegt im Ortsteil Reinickendorf des gleichnamigen Bezirks und ist 1060 Meter vom U-Bahnhof Osloer Straße sowie 746 Meter vom U-Bahnhof Residenzstraße entfernt. Im Bahnhofsverzeichnis der BVG trägt er die Bezeichnung FN und ist nach dem hier liegenden Platz benannt, der seinen Namen nach dem SPD-Politiker Franz Neumann trägt.
Der Bahnhof besitzt einen Mittelbahnsteig mit je einem Ausgang an den zwei Bahnsteigenden, die über Rolltreppen in Vorhallen hineinführen. Thema der Raumgestaltung, die von dem Architekten Rainer G. Rümmler stammt, ist der unmittelbar westlich gelegene Schäfersee. An den Wänden sind Bäume und farbenfrohe Vögel dargestellt, der Bahnsteig ist in erdfarbenen Tönen gehalten. An den Mittelstützen sind gelbe Plastikschienen angebracht, die bis hin zur Decke führen, ebenso sind die länglichen Streifen an den Ecken grün verkleidet, sodass die Mittelstützen Bäume darstellen.
Eine Aufzugsanlage für einen barrierefreien Zugang hat der Bahnhof bisher nicht erhalten, ein Einbau ist bis 2027 geplant.

## Anbindung
| Linie | Verlauf |
| ----- | --- |
|       | Wittenau (Wilhelmsruher Damm) – Rathaus Reinickendorf – Karl-Bonhoeffer-Nervenklinik – Lindauer Allee – Paracelsus-Bad – Residenzstraße – Franz-Neumann-Platz (Am Schäfersee) – Osloer Straße – Pankstraße – Gesundbrunnen – Voltastraße – Bernauer Straße – Rosenthaler Platz – Weinmeisterstraße – Alexanderplatz – Jannowitzbrücke – Heinrich-Heine-Straße – Moritzplatz – Kottbusser Tor – Schönleinstraße – Hermannplatz – Boddinstraße – Leinestraße – Hermannstraße |

Am U-Bahnhof bestehen Umsteigemöglichkeiten von der Linie U8 zu den Omnibuslinien 128, 250 und 327 der BVG.

## Trivia
In dem U-Bahnhof wurden die Anfangsszenen des Musikvideos Nie wieder Krieg von Tocotronic gedreht.